# Мауэр (Баден)
Мауэр (нем. Mauer) — община в Германии, в земле Баден-Вюртемберг.
Подчиняется административному округу Карлсруэ. Входит в состав района Рейн-Неккар. Население составляет 3928 человек (на 31 декабря 2010 года). Занимает площадь 6,30 км².

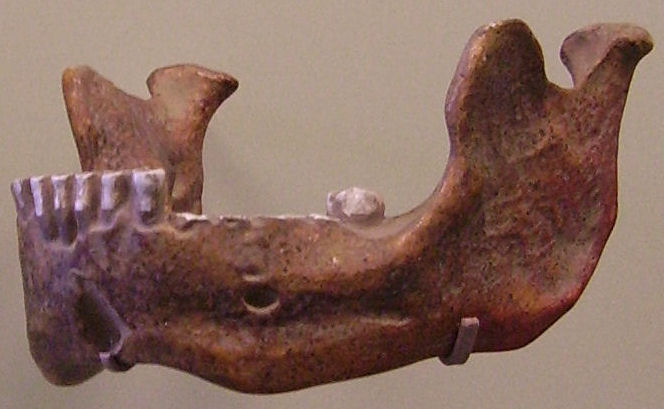
Челюсть Мауэр 1 гейдельбергского человека, найденная во время раскопок в Мауэре